# Guido Ventimiglia di Geraci

Escudo de armas de la casa de Ventimiglia.

Guido Ventimiglia di Geraci (+ 1362), hijo natural de Francesco I de Ventimiglia, conde de Geraci, de Collesano y Baron de Gratteri.

## Títulos
- XI conde de Malta, el 29 de diciembre de 1360 (I de la Casa de Ventimiglia).
- Señor de Gozo.
- Señor del castillo de Piazza.[1]
- Señor de Cesaro, desde el  5 de junio de 1357.
- Prefecto de Trapani[2] y Monte San Juliano.
- Señor de Bilicci desde el 8 de enero de 1361.

## Biografía
En 1354 reunió a 200 caballeros, junto con Artale de Aragona, para tomar Lentini, la plaza de armas de Manfredo Chiaramonte en el Val di Noto.
El 25 de mayo de 1357, al frente de una compañía de caballeros, rechazó e infringió gran daño a un desembarco de las facciones napolitanas en Sicilia, cerca de Mesina.
Fue nombrado abanderado real antes del 16 de febrero de 1360.
Guido, conde de Malta y señor de Gozo, fue prefecto de Trapani en 1361 y castellano de Piazza. 
Casó en fecha anterior al 12 de febrero de 1359 con la hija de Palmerio Abate. Tuvo también un hijo natural de nombre Francesco. 
El 5 de junio de 1357 le fue asignado el caserío de Cesarò, confiscado a Tommaso Romano, al cual le fue restituido más tarde.
El 19 de diciembre de 1360, mientras era capitán y castellano de las tierras y castillos de Trapani y Monte San Giuliano, recibió los condados de Malta y Gozo, con derecho de mero e misto impero. Por orden del rey Federico III de Sicilia, fue conde de Malta, desde el 29 de diciembre de 1360 hasta su muerte, acaecida antes del 29 de junio de 1362, siendo el primero de la casa de Ventimiglia en obtener esta dignidad y también el primero después de que el feudo se incorpora oficialmente de nuevo a la Corona de Sicilia el 5 de octubre de 1350.
Adquirió la señoría de Piazza Armerina.
El 8 de enero de 1361 obtuvo confirmación real del feudo Bilicci (próximo a Petralia) que previamente le había donado su hermano Francesco, conde de Collesano. Murió antes del 29 de junio de 1362, tal y como se deduce de un documento referenciado en el Archivio di Stato di Palermo, fondo Belmonte, 2, Pag 99.

## Línea de sucesión en el condado de Malta
| Predecesor: Pedro Fadrique de Aragón | XI conde de Malta 29 de diciembre de 1360 - 29 de junio de 1362 | Sucesor: Manfredo III Chiaramonte |